# Jillian Ellis
Jillian Anne Ellis (Portsmouth, 9 settembre 1966) è una dirigente sportiva e allenatrice di calcio inglese,  presidente del San Diego Wave.
Alla guida della nazionale femminile statunitense ha conquistato il Mondiale 2015 e quello 2019, eguagliando il risultato ottenuto a livello maschile da Vittorio Pozzo, che vinse due mondiali consecutivi con l'Italia nel 1934 e nel 1938.

## Palmarès

### Allenatore

#### Nazionale
- Campionato mondiale femminile di calcio: 2

Canada 2015, Francia 2019
- Algarve Cup: 1

2015
- SheBelieves Cup: 2

2016, 2018
- CONCACAF Women's Championship: 1

2018

#### Individuale
- FIFA World Coach of the Year: 1

2015
- The Best FIFA Women's Coach: 1

2019